# Mike Tebulo
Mike Tebulo   (Zomba, 5 de juny de 1985) és un ex atleta de Malawi especialista en proves de resistència.
Va competir en els Jocs Olímpics d'Estiu de 2012, on fou el banderer de Malawi. Participà en la prova de marató, on finalitzà 44è amb un temps de 2:19:11.